# Nicola y Giovanni Pisano

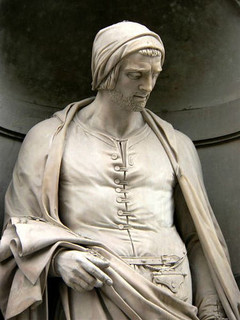
Escultura de Nicola Pisano en el Palacio de los Uffizi, en Florencia, Italia.

Nicola y Giovanni Pisano fueron dos escultores de Italia del siglo XIII. Nicola era padre de Giovanni, y ambos fueron artistas destacados de la escultura del siglo XIII en Italia, en un regreso al clasicismo antiguo. La mayoría de los encargos y obras las realizaron en ciudades del norte de Italia, principalmente Pisa, Siena, Perugia, Padua y Pistoia. Entre sus obras se cuentan frentes de catedrales, fuentes, esculturas religiosas y púlpitos.

## Nicola Pissano
Nicola Pisano nació hacia 1220 y falleció en 1284), era el padre de Giovanni. Se cree que desarrolló su oficio en los talleres italianos del emperador Federico II, que fomentó el retorno al arte clásico romano.
Se destacan especialmente los relieves que realizó para el púlpito del baptisterio de Pisa, los mismos están inspirado en sarcófagos romanos del cementerio esa ciudad. En ellos utilizó a un Hércules como inspiración para representar a Jesús; y una figura de Fedra sirvió de modelo para la Virgen María.

## Giovanni Pisano

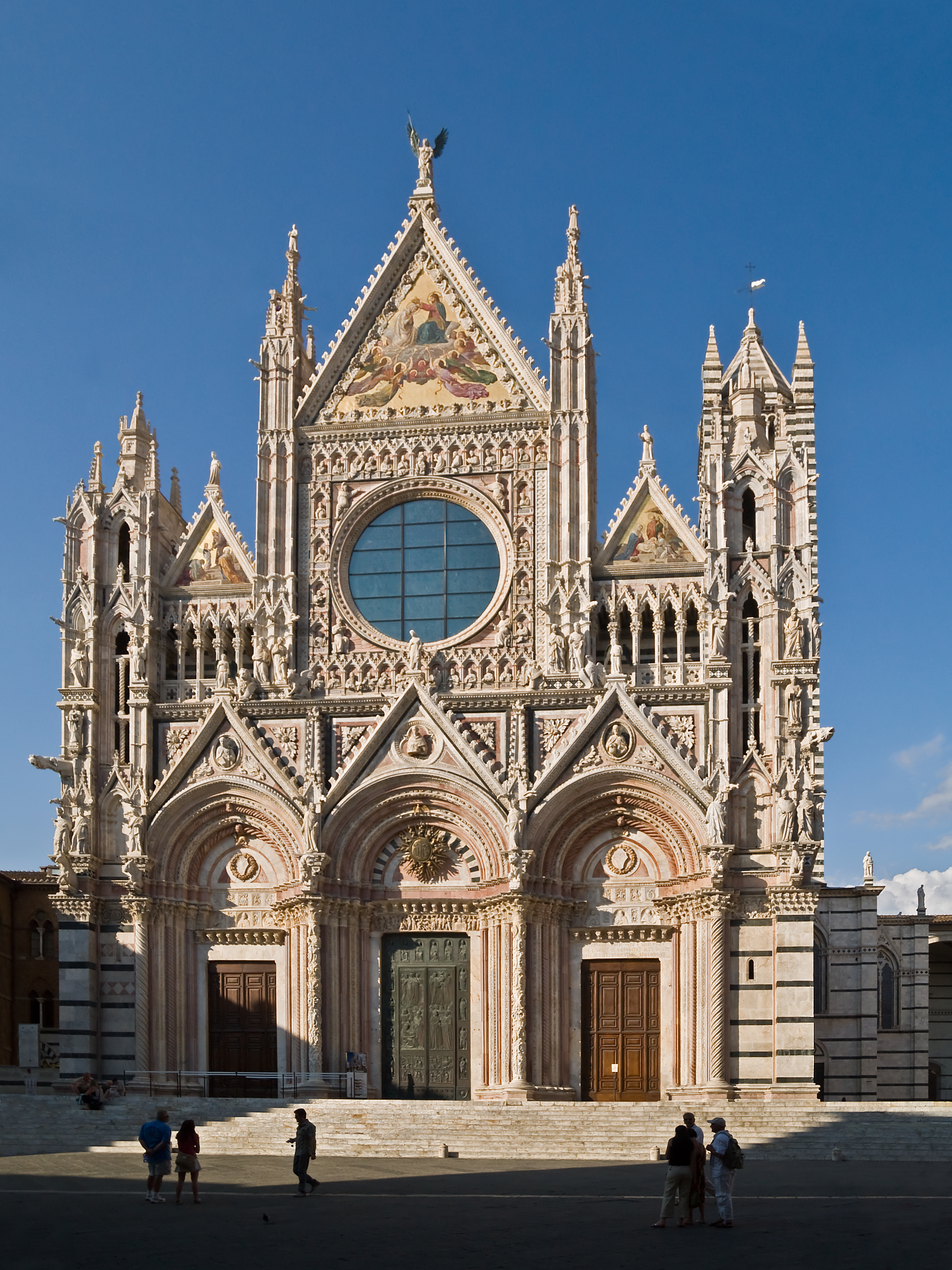
Fachada de la catedral de Siena, Italia.

Giovanni Pisano nació hacia 1250 y falleció en 1314. El estilo clásico que practicó con su padre suele incluir elementos de estilo gótico. Ello es especialmente observable en el púlpito de la catedral de Siena que realizaron en 1268, en el diseño y de la fachada de la misma catedral, como también en el púlpito de Pistoia. En estos trabajos los personajes poseen ciertos  rasgos góticos, tales como su movimiento, el grado del detalle y las composiciones oblicuas.